# Unterwegs (Reinhard-Mey-Album)
Unterwegs ist das vierte Livealbum des deutschen Liedermachers Reinhard Mey. Es erschien 1978 bei Intercord. Der Albumtitel nimmt den Namen des Liedes Unterwegs vorweg, das Mey 1980 auf seinem Studioalbum Jahreszeiten veröffentlichte.

## Inhalt
Das Album enthält fast alle Lieder, die zuvor auf den Studioalben Ikarus (1975) und Menschenjunges (1977) veröffentlicht wurden. Mit Au-dessus des nuages, der französischen Version von Über den Wolken, ist auch ein Lied von 1974 vertreten. Abgeschlossen wird das Album von den Liedern Daddy Blue (Auf- und Abstieg des „Vorher“-Fotomodells Detlef Kläglich) und Alles ist gut, die im selben Jahr als Single erschienen und 1979 auf dem Album Keine ruhige Minute veröffentlicht wurden.
Thematisch ergibt sich daraus ein Spannungsbogen der Reisethematik, die der Albumtitel vorgibt und die Mey noch jahrzehntelang beschäftigt, wenn er an seine ersten Jahre als Liedermacher zurückdenkt. Dazu gehört auch seine Variante Wem Gott die rechte Gunst erweisen will, deren Text als einziger im Album abgedruckt ist. Daran lassen sich weitere Lieder anschließen, die die Chronologie eines Menschenlebens ergeben: Menschenjunges, Mein erstes graues Haar und Eh’ meine Stunde schlägt. Ernstere Balladen sind Ikarus und Der Bär, der ein Bär bleiben wollte. Humoristischer geht es bei Es gibt Tage, da wünscht’ ich, ich wär’ mein Hund und Ein Antrag auf Erteilung eines Antragsformulars zu.

## Produktion
Bei allen Liedern hat Reinhard Mey Text und Musik geschrieben. Verlegt wurden sie bei Chanson-Edition Reinhard Mey. Das Album entstand während Reinhard Meys „Deutschland-Österreich-Schweiz“-Tournee 1977, die über 72 Städte führte und von Peter Graumann geleitet wurde. Walther Richter übernahm die Produktion und zusammen mit Klaus Krüger die Tonaufnahme und -mischung. Um die Bühnentechnik kümmerte sich Klaus Kunzendorf. Die Fotos auf dem LP-Cover stammen von  Peter Graumann sowie Hella und Reinhard Mey. Die Hüllengestaltung übernahm Gerhard Ehrle. Die Vorderseite zeigt Mey vor einer Haustür mit der Nummer 63, zwei Koffer stehen davor, zwei Gitarrenkoffer lehnen an der Wand. Das Foto auf der Rückseite zeigt die geschlossene Tür, Zeitungen und Post verstopfen den Briefkasten, Milch, Eier, Joghurt stehen auf der Stufe.

## Titelliste
CD 1:
1. Mein achtel Lorbeerblatt – 3:13
2. Ist mir das peinlich – 3:26
3. Die Homestory – 5:03
4. Atze Lehmann – 5:47
5. All’ meine Wege – 3:13
6. Weil ich ein Meteorologe bin – 3:13
7. Ihr Lächeln – 2:44
8. Menschenjunges – 4:40
9. Es gibt Tage, da wünscht’ ich, ich wär’ mein Hund – 3:05
10. Eh’ meine Stunde schlägt – 2:49
11. Mein erstes graues Haar – 3:11
12. Ein Antrag auf Erteilung eines Antragsformulars – 5:47

CD 2:
1. Einen Koffer in jeder Hand – 2:33
2. Au-dessus des nuages – 3:28
3. Mein guter alter Balthasar – 3:38
4. An meinen schlafenden Hund – 3:38
5. Es schneit in meinen Gedanken – 2:57
6. Hab’ Erdöl im Garten – 3:58
7. Ikarus – 3:21
8. Zwischen Kiez und Ku’damm – 3:21
9. Der Bär, der ein Bär bleiben wollte – 9:27
10. Wem Gott die rechte Gunst erweisen will – 3:57
11. Daddy Blue (Auf- und Abstieg des „Vorher“-Fotomodells Detlef Kläglich) – 4:57
12. Alles ist gut – 3:00